# 臺灣的虛擬兒少色情管制
《兒童及少年性剝削防制條例》為中華民國（臺灣）管制兒少色情（兒童性剝削製品）的法律，該條例禁止了兒少色情的製造、散布，並且僅允許在具有正當理由的情況下單純持有兒少色情。然而，《兒童及少年性剝削防制條例》的法條並未指明虛擬兒少色情（虛擬兒童色情，英語：Virtual Child Pornography）是否在管制範圍內，因此在法院實務上不同法官對於法條的解讀有所差異，法學界亦對此有所探討。
台灣的ACG文化有很大程度受日本動漫影響，因此動漫的虛擬兒少色情創作存在許多受眾，同時亦有許多商業創作者與同人創作者。雖然台灣的法院實務上曾經出現「虛擬兒少色情乃違法」的案例，然而台灣政府過去未對虛擬兒少色情積極執法，因此台灣的ACG愛好者對於這個議題的討論度不高，直到2024年初iWIN網路內容防護機構對PTT等網路平台發出一系列下架虛擬兒少色情內容的要求，才引起ACG愛好者的熱議。對於iWIN及相關法規引起的爭議，《兒童及少年性剝削防制條例》主管機關衛生福利部的保護服務司長張秀鴛稱法規沒有排除虛擬創作；臺灣大學法律系教授、刑法學者謝煜偉稱現行條文沒辦法直接得出規制範圍包含虛擬兒童色情，認為衛福部擴張解釋法律。
2024年5月14日，衛生福利部以衛部護字第1130014287號函辦理函釋，將《兒童及少年性剝削防制條例》管制的虛擬兒少色情限縮在「以真實兒少為對象所繪製，或無論是否以真實兒少為對象而以生成式AI人工智慧所製造、擬真者」，詳見本條目「iWIN爭議」一節。2024年8月7日修正公布的《兒童及少年性剝削防制條例》，第2條的立法理由將管制範圍限縮在「以生成式人工智慧製造、擬真繪製或以真實存在之兒童或少年為創作背景之色情圖畫」，詳見本條目「現行法律」一節。
中華民國並非聯合國承認的《兒童權利公約》（CRC）締約國，但立法院已於2014年制定《兒童權利公約施行法》使得公約國內法化，總統也在2017年公布《兒童權利公約》。中華民國尚未加入《關於買賣兒童、兒童賣淫和兒童色情問題之兒童權利公約任擇議定書》（OPSC），但《兒童及少年性剝削防制條例》對於性剝削的定義已採用公約與議定書的定義。在2022年舉辦的「兒童權利公約第二次國家報告國際審查會議」中，國際審查委員會主席Jakob Egbert Doek（Jaap Doek）建議臺灣法律應依照《關於買賣兒童、兒童賣淫和兒童色情問題之兒童權利公約任擇議定書》（OPSC）禁止虛擬兒童色情，審查委員會亦建議政府政策應符合OPSC實施指南（CRC/C/156）的所有建議，詳見本條目「兒童權利公約第二次國家報告國際審查會議」一節。

## 沿革

### 兒童及少年性交易防制條例
《兒童及少年性交易防制條例》1995年立法之初於第27條、第28條禁止未滿十八歲之人的色情製品的製造、散布，並列舉「圖畫、錄影帶、影片、光碟、電子訊號」等各種視覺媒體形式。2007年6月14日修法於第28條新增無正當理由持有的處罰，並將第28條的「圖畫」改為「圖片」，第27條的用字仍為「圖畫」。
由於《兒童及少年性交易防制條例》並未說明是否處罰無涉真實兒少的虛擬兒少色情，法院實務上多採取否定之見解，認為該規定僅處罰真實之自然人，而不包括動漫之虛擬人物，然而亦有少數見解認為法條處罰虛擬兒少色情。

#### 司法院釋字第617號解釋
法官於審判時，應依本解釋意旨，衡酌具體案情，判斷個別案件是否已達猥褻而應予處罰之程度；又兒童及少年性交易防制條例第二十七條及第二十八條之規定，為刑法第二百三十五條之特別法，其適用不受本解釋之影響，均併予指明。——《司法院釋字第617號》理由書
《司法院釋字第617號解釋》對刑法第235條的猥褻概念作出解釋，並將猥褻物品分為軟蕊、硬蕊兩類，軟蕊猥褻物品可在安全隔絕措施下散布，硬蕊猥褻物品僅可單純持有。然而對於兒少色情，《釋字第617號解釋》僅在理由書提到《兒童及少年性交易防制條例》第27條、第28條為刑法第235條之特別法而其適用不受本解釋之影響。臺灣大學法律系教授謝煜偉認為，此兩句話可做兩種解釋：一是「兒少色情不用考慮軟、硬蕊之區分，亦不問有無安全隔絕措施」、二是「兒少色情的定義不受《釋字第617號》的『猥褻』概念影響」。

### 兒童及少年性剝削防制條例
《兒童及少年性交易防制條例》於2015年大幅度修法並更名為《兒童及少年性剝削防制條例》，然後於2017年施行，修法時採用了《兒童權利公約》與《兒童權利公約關於買賣兒童、兒童賣淫和兒童色情製品問題的任擇議定書》對於兒少性剝削的定義，並於第2條第1項第3款列舉「圖畫、照片、影片、影帶、光碟、電子訊號」等各類兒少色情的視覺媒體形式。而處罰兒少色情製造、散布、持有的條文（第36條、第38條、第39條）將「未滿十八歲之人」改以「兒童及少年」稱之。由於網路兒少性剝削案件的存在，新增第8條明定網際網路平臺提供者、網際網路應用服務提供及電信事業應配合網路內容防護機構、主管機關移除違法網頁內容及保全證據。
《兒童及少年性剝削防制條例》亦未說明是否處罰無涉真實兒少的虛擬兒少色情，在法院實務上亦出現了肯定與否定兩種見解，詳見本條目「法院實務」一節。

#### 2023年修法及之後的執行
2020年3月兒童福利聯盟與台灣展翅協會於公共政策網路參與平台提案「修法嚴懲製造、散布、持有兒少性剝削影像者，別讓台灣重演南韓『N號房性虐事件』」，要求提高《兒童及少年性剝削防制條例》對於兒少色情的處罰。衛生福利部於同年6月9日回應，承諾邀集司法院、法務部、相關部會、專家學者、民間團體及各直轄市、縣（市）政府召開修法研商會議。
虛擬或是仿兒童的性剝削製品可致社會容忍兒少遭受性化、將兒童視為性客體的現象，置兒少於風險之中。政府應盡速立法規範虛擬或是仿兒童的性剝削製品，以保護兒少免於性剝削的風險。——台灣展翅協會，《第二次兒童權利公約執行之替代報告》（2022）
2021年年11月19日，行政院舉行「兒童權利公約第二次國家報告發布記者會」。2022年3月兒童權利公約聯盟提出《第二次兒童權利公約執行之替代報告》，台灣展翅協會於報告中稱尚未有法律規範虛擬兒少色情，而虛擬兒少色情使兒童及少年處於性剝削的風險之中，因此政府應盡速立法規範虛擬兒少色情，台灣展翅協會亦督促政府接受《關於買賣兒童、兒童賣淫和兒童色情問題之兒童權利公約任擇議定書》（OPSC）並將其國內法化。
2022年3月18日行政院將「兒童及少年性剝削防制條例部分條文修正草案」提交立法院，草案對第2條的兒少性剝削定義進行修正，同時在立法說明增加禁止素描、漫畫、繪畫等兒少色情圖畫的理由，對第8條的網路服務提供者增加「網際網路接取服務提供者」並對於違法內容管制手段增加「限制瀏覽」，以及提高對製造、散布、持有兒少色情的處罰。新版《兒童及少年性剝削防制條例》最終於2023年1月10日三讀通過，並於同年2月15日由總統公布施行，與同期修正通過的《中華民國刑法》、《犯罪被害人權益保障法》、《性侵害犯罪防治法》合稱「性暴力防治四法」。
主席、各位委員。有關文字的部分，昨天司法院有提供給衛福部參採，主要是因為原本的圖畫、語音、其他物品是只限於性交、猥褻，範圍比性影像來得小，所以建議改成與性相關而客觀上足以引起性慾或羞恥，這樣的話，範圍就會跟性影像差不多。
另外，回應剛才委員的疑問，即性影像有沒有包括照片，司法院的意見是如同衛福部及法務部的意見，就是刑法的修正草案提到性影像是寫「內容有下列各款之一之影像或電子紀錄」，此處影像就包括照片。——司法院代表文家倩法官，立法院公報111卷052期5023號第382頁
第二條第三款我們有做修正，原本的提案文字是「性交或猥褻行為之圖畫」，這個部分等一下可能也要請司法院說明，因為這是他們的建議，他們認為這樣的範圍比較大。我要特別講的是，在性私密部分，兒少性剝削的定義其實跟成人是不一樣的，在兒少部分，我們也參考了國際公約的概念，將圖畫及語音都放進來了，所以這邊有修正的部分是針對圖畫的部分，即雖不是一個真的小孩，可是他是小孩的形象。在這樣子的情況之下，我們本來的寫法是「性交或猥褻」，但「與性相關而客觀上足以引起性慾或羞恥」，確實是過去大法官解釋針對猥褻的解釋，而這樣會不會造成比較不好的認知，這部分還是可以有討論之處。——衛生福利部政務次長李麗芬，立法院公報112卷006期5091號三冊第258頁
跟委員報告，目前法務部提的刑法修正草案，其實對於性影像的定義不是只有性交及猥褻行為而已，還包括靜態身體性器或其他部位，亦包括一款概括條款，就是「其他與性相關而客觀上足以引起性慾或羞恥之行為」。因此性影像的定義既然不是只有性交、猥褻之行為，還包括靜態性器的呈現，司法院才會建議在兒少性剝削防制條例第二條及其他很多條，有關圖畫及語音的範圍是不是要與性影像範圍一致，也就是不只限於性交、猥褻，另外也包括了靜態性器呈現的行為。因為是靜態呈現，才會比照刑法修正草案第十條規定有關性影像的定義，就是用這個文字，即「與性相關而客觀上足以引起性慾或羞恥之行為」，因為刑法上的概念大家比較容易理解，且配套也比較一致。——司法院代表文家倩法官，立法院公報112卷006期5091號三冊第258-259頁
行政院版草案提出之初，《兒童及少年性剝削防制條例》第2條第1項第3款原為「拍攝、製造、散布、播送、交付、公然陳列或販賣兒童或少年之性影像、性交或猥褻行為之圖畫、語音或其他物品。」而最終修正的版本為「拍攝、製造、散布、播送、交付、公然陳列或販賣兒童或少年之性影像、與性相關而客觀上足以引起性慾或羞恥之圖畫、語音或其他物品。」第36條、第38條、第39條的文字也隨之修改。此一變動乃是依據司法院的意見所修改，2022年3月31日立法院第10屆第5會期社會福利及衛生環境、司法及法制兩委員會第1次聯席會議中，司法院代表文家倩法官指出，「性交或猥褻行為圖畫、語音或其他物品」的範圍比刑法修正草案中「性影像」的定義來得小，因此司法院建議修改為「與性相關而客觀上足以引起性慾或羞恥之圖畫、語音或其他物品」，也指出「性影像」的範圍包含照片。2022年12月13日的立法院第10屆第6會期黨團協商會議中，《兒童及少年性剝削防制條例》主管機關衛生福利部的政務次長李麗芬指出，「圖畫」雖然不是真實小孩的影像可是它呈現了小孩的形象，即「圖畫」包括了虛擬兒少色情。司法院代表文家倩法官指出，「性影像」的定義不只包括「性交及猥褻行為」也包括了「靜態身體性器或其他部位」，因此司法院才建議「圖畫及語音」的範圍修改為與「性影像」一致。

##### iWIN爭議
2023年8月29日，iWIN網路內容防護機構舉行「2023iWIN兒少網路安全年會」，其中的「焦點座談2：當兒童色情的定義擴展到非真人，邊界將會如何拓展？」由法律白話文運動社群總監劉珞亦主持，邀請米砂、未來數位總編韓京岳、台灣展翅協會處長陳時英
、中興大學法律學系教授高玉泉、iWIN執行秘書劉昱均等人，一同探討性化虛擬兒少創作空間與真實兒少保護之間的平衡，對相關創作的衝擊與遵法的困境。2024年1月17日，iWIN對PTT等網路平台發出一系列通知，以《兒童及少年性剝削防制條例》第8條要求下架虛擬兒少色情內容，引起網路ACG愛好者的熱議，之後有網友對iWIN對提交大量檢舉。面對爭議，衛生福利部預定於3月邀請iWIN、兒少團體、法律學者等專家，開會討論兒少性剝削的判別標準或原則。。
2024年3月21日衛生福利部回應網友提案之專案會議會議結束之後，衛福部發布新聞稿表示與會各方做出了「創作自由與兒少權益並重」、「法律規範有其必要」、「認定標準應更具體」、「自律先行再由主管機關認定」等四項結論。然而與會的「ACGN 創作權益推動協會」、「臺北市動漫企劃人員職業工會」、PTT C Chat版務皆聲明沒有達成任何結論，不會對衛生福利部的說法背書，立委蔡易餘也在Facebook發文表示對衛福部的聲明感到遺憾。同年4月11日，立委蔡易餘、黃捷、沈伯洋與衛福部達成共識，兒少性影像、以真人所繪製之色情圖畫、AI生成之擬真色情圖畫依《兒童及少年性剝削防制條例》規定處理，動漫創作回歸《刑法》第235條處理，衛福部未來會給出正式函釋。2024年5月14日，衛生福利部對「有關虛擬兒童及少年圖畫涉兒童及少年性剝削防制條例規定疑義與處理原則案」以衛部護字第1130014287號函辦理函釋。
三、考量兒童及少年之與性相關而客觀上足以引起性慾或羞恥之圖畫（含素描、漫畫、繪畫等）所涉侵害個人及社會法益，並為兼顧兒童及少年保護與創作權益，上開圖畫如以真實兒少為對象所繪製，或無論是否以真實兒少為對象而以生成式AI人工智慧所製造、擬真者，則依本條例規定辦理，至其他兒童及少年之與性相關而客觀上足以引起性慾或羞恥之圖畫，如內容涉及暴力、性虐待或人獸交等猥褻而無藝術性、醫學性或教育性價值者，則依刑法第235條規定辦理。此外，上開圖畫凡涉有害兒童及少年身心健康之網路內容，網際網路業者應依兒童及少年福利與權益保障法第46條規定，採取明確可行之防護措施限制兒童及少年接取、瀏覽或先行移除，以確保渠等之身心發展與權益。——衛生福利部，衛部護字第1130014287號函

### 兒童權利公約施行法
適用公約規定之法規及行政措施，應參照公約意旨及聯合國兒童權利委員會對公約之解釋。——《兒童權利公約施行法》第3條
政府應建立兒童及少年權利報告制度，於本法施行後二年內提出第一次國家報告，其後每五年提出國家報告，並邀請相關專家學者及民間團體代表審閱，政府應依審閱意見檢討、研擬後續施政。——《兒童權利公約施行法》第7條
《兒童權利公約施行法》於2014年開始施行，中華民國政府已於2016年、2021年提出兩次國家報告。由於中華民國並非聯合國承認的《兒童權利公約》締約國，國家報告無法送交聯合國審查，因此政府於報告提出後邀請國際專家來台審查，已於2017年、2022年進行兩次國家報告國際審查會議。

#### 兒童權利公約第二次國家報告國際審查會議

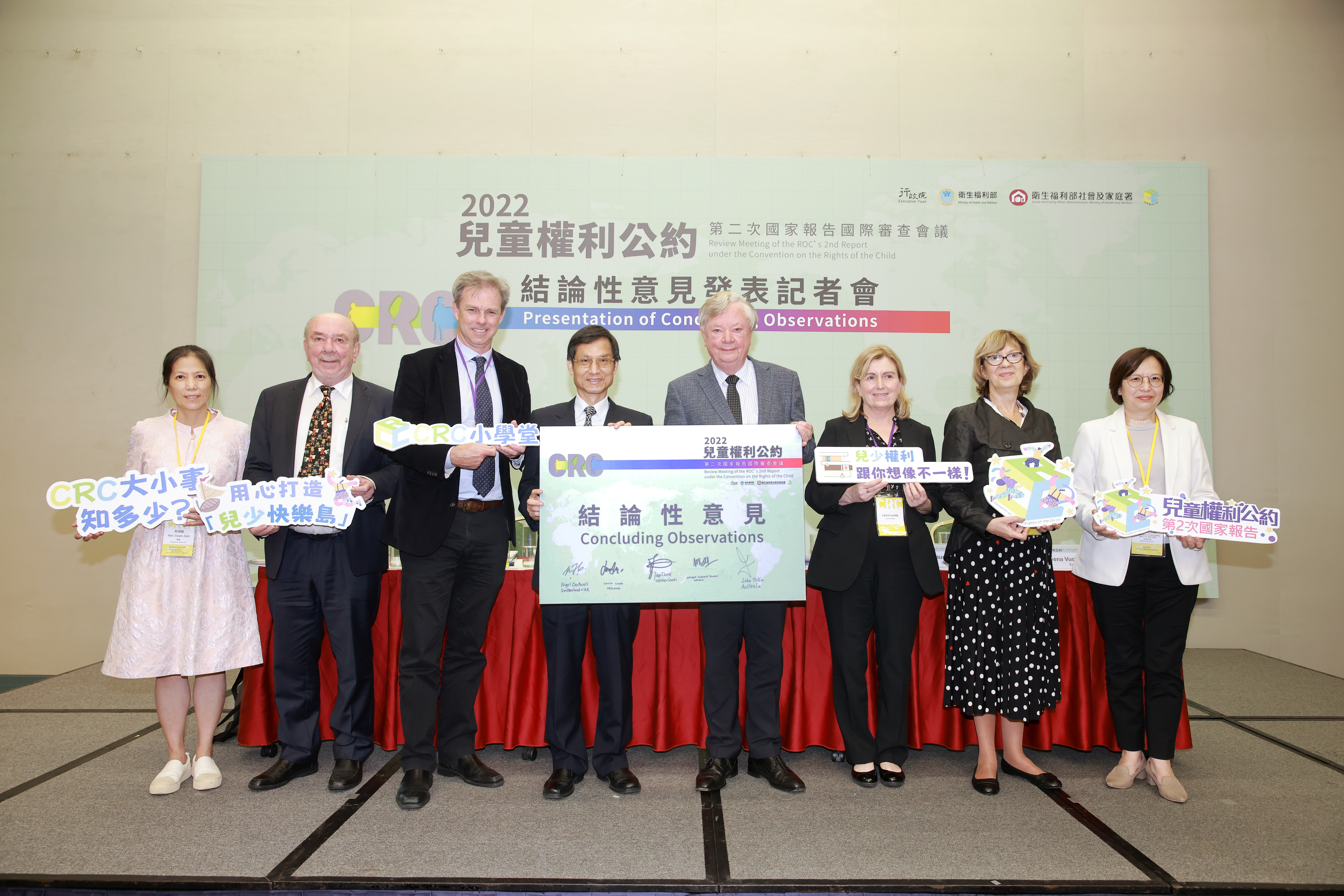
國家報告國際審查會議的委員與參與官員。左起：簡慧娟、Nigel Cantwell、John Tobin、林萬億、Jakob Egbert Doek、Laura Lundy、Nevena Vuckovic Sahovic、李麗芬。

在2022年11月14日至18日期間舉辦的「兒童權利公約第二次國家報告國際審查會議」中，國際審查委員會主席Jakob Egbert Doek（Jaap Doek，聯合國兒童權利委員會前主席，國際終止童妓組織高級法律顧問）建議臺灣法律應依照《關於買賣兒童、兒童賣淫和兒童色情問題之兒童權利公約任擇議定書》（OPSC）禁止虛擬兒童色情，審查委員會亦建議政府政策應符合OPSC實施指南（CRC/C/156）的所有建議。
另外就是有關於兒童色情的定義，只要是任何，不管是任何的途徑讓兒童從事實際或者模擬的這種性行為，或者是製作相關的影像，在這部分，我想有很多的材料大家都很清楚，線上、實體都可以看的到，不管是用圖畫描述兒童，或好像是兒童的人從事這種性行為，或者是猥褻的行為，那麼根據兒童權利公約委員會，這一類內容、圖像對於兒童的尊嚴、人權都有非常大的傷害，那麼在這兩個任擇議定書其實也有一些實施準則，我會建議可以納入貴國的法律當中，如果有這類兒童色情的圖像、影像，應該要把他納入性虐待相關的罰則當中，所以如果把兒童色情任擇議定書的內容，納入預防兒童色情問題的這些條款的話，那麼這一類虛擬的兒童色情圖像在內，都應該要把他當作性虐待相關的刑罰來做處理，也就是說，這些色情文件應該當作是兒少性虐待的材料來做刑罰處理。——Jakob Egbert Doek，《兒童權利公約第二次國家報告國際審查會議實錄》第386頁
最後，最後一分鐘，不過我的一分鐘會比60秒長一點，接下來是對兒少的性剝削、性虐待，這是一個很嚴重的問題，也是對於兒少權利嚴重的侵害，政府非常重視這一個議題，也採取了措施來去預防、處理這樣的性剝削、性虐待的問題，那麼臺灣的政府正在進行可能要通過OPSC任擇議定書，不過目前在這個任擇議定書裡面用的詞彙是兒童色情，也就是這種兒虐的性虐待、性剝削的影像，我們建議政府採取所有必要的措施，應該要加入OPSC任擇議定書裡面的條款，因為在我看來這是一份非常有幫助的文件，能夠落實OPSC的內容，如果各位看那一份文件的話，他不只有定義，同時也有很多不同的建議，我舉個例子，那就是針對性虐待影像，線上性虐待影像，有的時候是虛擬的兒少性虐待影像出現在網路上，那麼政府的建議是說要立法，由這些ICT（Information and Communication Technology）公司來去攔截、移除這樣的兒少性虐待影像，不能讓這些影像在他們的伺服器上留存，金融機構也有責任，也要去拒絕或者攔截任何的交易，他是為了要促進這些影像在網路上流傳，我覺得這個是在任擇議定書當中的建議，臺灣政府可以考慮或是立法、或是透過政策來去落實的。——Jakob Egbert Doek，《兒童權利公約第二次國家報告國際審查會議實錄》第444頁
委員會注意到，政府採取措施處理網路散播性虐待影像問題的過程中，已融入OPSC任擇議定書及CRC對兒童賣淫及色情相關規定。委員會建議政府制定一個綜合性的政策，包括《CRC》一般性原則的執行，以防止對兒少的買賣及性剝削，該政策應符合聯合國兒童權利委員會在其OPSC實施指南中提出的所有建議。——國際審查委員會，結論性意見第69點，《兒童權利公約第二次國家報告國際審查會議實錄》第499頁
在《落實兒童權利公約第二次國家報告國際審查結論性意見之行動回應表》中，衛生福利部對於結論性意見第69點作出回應，表示2023年修正的《兒童及少年性交易防制條例》已將《兒童權利公約》與《关于买卖儿童、儿童卖淫和儿童色情制品问题的任择议定书》之精神融入條文之中。
2024年4月10日，監察院國家人權委員會呼籲政府盡速將《關於買賣兒童、兒童賣淫和兒童色情問題之兒童權利公約任擇議定書》國內法化，並引用結論性意見第69點。

## 現行法律
現行《兒童及少年性剝削防制條例》為2024年7月12日立法院三讀通過，同年8月7日由總統公布。除第3條、第8條、第8條之1及第47條施行日期由行政院定之外，其餘修正條文自公布日施行。依《兒童及少年福利與權益保障法》第2條，未滿18歲之人乃兒童及少年；未滿12歲之人為兒童；12歲以上未滿18歲之人為少年。

### 兒少性剝削定義
本條例所稱兒童或少年性剝削，指下列行為之一者：
一、使兒童或少年為有對價之性交或猥褻行為。
二、利用兒童或少年為性交或猥褻之行為，以供人觀覽。
三、拍攝、製造、重製、持有、散布、播送、交付、公然陳列、販賣或支付對價觀覽兒童或少年之性影像、與性相關而客觀上足以引起性慾或羞恥之圖畫、語音或其他物品。
四、使兒童或少年坐檯陪酒或涉及色情之伴遊、伴唱、伴舞或其他類似行為。
本條例所稱被害人，指遭受性剝削或疑似遭受性剝削之兒童或少年。——《兒童及少年性剝削防制條例》第2條
為防制真實存在之兒童或少年遭受任何形式之性剝削，保護其身心健全發展，並利具體認定，有關第一項第三款所稱與性相關而客觀上足以引起性慾或羞恥之圖畫，參酌日本「兒童買春、兒童色情關係行為等規制及處罰並兒童保護等相關法律」，係以生成式人工智慧製造、擬真繪製或以真實存在之兒童或少年為創作背景之色情圖畫為限。至其餘兒童或少年與性相關而客觀上足以引起性慾或羞恥之圖畫除有刑法第二百三十五條規定之適用外，應依兒童及少年福利與權益保障法第四十六條規定，採取明確可行之防護措施，限制接取、瀏覽，以求周妥。——（現行）《兒童及少年性剝削防制條例》第2條立法理由二
- 修正前的舊立法理由

又考量刑法修正條文第十條第八項所稱性影像指一定內容之影像或電磁紀錄，並未包含兒童或少年為性交或猥褻行為之圖畫。而衡酌九十六年七月四日修正公布之兒童及少年性交易防制條例第二十八條規定之物品包括兒童或少年為性交或猥褻行為之圖片，其立法理由揭示，處罰持有兒童色情物品之主要理由係兒童色情圖片對慾望之刺激具關聯性，觀看後可能採取實際行動傷害兒童，嗣兒童及少年性交易防制條例於一百零四年二月四日修正公布為現行名稱及全文，上開第二十八條規定修正移列為第三十八條，將原第二十八條第一項之「圖片」修正為「圖畫、照片」，即為保護兒童及少年身心健全發展，避免兒童及少年遭受任何形式之性剝削、從事色情表演或作為色情之題材而助長性差別待遇意識，避免觀看兒童或少年色情圖畫、照片之人，採取實際行動侵害兒童或少年，提高犯罪之危險性，爰原第三款之性交或猥褻行為之圖畫仍有規範必要，避免因觀看兒童或少年與性相關而客觀上足以引起性慾或羞恥行為之素描、漫畫、繪畫等色情圖畫，致進一步侵害兒童或少年。另考量實務上仍有使兒童或少年為性交或猥褻行為之語音（如色情電話）之情形，為避免兒童或少年遭受此類性剝削，爰於第三款增訂是類語音，亦為兒童或少年性剝削行為。——（2023年版）《兒童及少年性剝削防制條例》第2條立法理由二之（三）
第2條第1項第3款原本列舉「圖畫、照片、影片、影帶、光碟、電子訊號」等各類兒少色情的視覺媒體形式，2023年修法時參考《刑法》第10條第8項修正增訂的性影像定義，將視覺媒體形式分為「性影像」、「圖畫」兩類並增加「語音」，同時增加「散布、播送、交付、公然陳列或販賣」等行為。2023年修法也在立法理由增加禁止兒少色情圖畫的理由，並指出圖畫包含「素描、漫畫、繪畫」，而禁止兒少色情圖畫的理由也與過往虛擬兒少色情相關判決中的禁止理由相似（詳見本條目「法院實務」一節）。
2024年修法時增加「重製、持有或支付對價觀覽」等行為，並新增立法理由將「圖畫」限縮在「以生成式人工智慧製造、擬真繪製或以真實存在之兒童或少年為創作背景之色情圖畫」，其餘的兒少色情圖畫改由刑法第235條與兒童及少年福利與權益保障法第46條管制。而限縮之理由與衛部護字第1130014287號函大致相同。（詳見本條目「iWIN爭議」一節。）

## 法院實務

### 臺灣臺中地方法院106年度易字第3426號刑事判決、臺灣高等法院臺中分院107年度上易字第45號刑事判決
另按兒童及少年性剝削防制條例之立法目的，係為防制兒童及少年遭受任何形式之性剝削，保護其身心健全發展，而所謂「性剝削」係指下列行為：「一、使兒童或少年為有對價之性交或猥褻行為。二、利用兒童或少年為性交、猥褻之行為，以供人觀覽。三、拍攝、製造兒童或少年為性交或猥褻行為之圖畫、照片、影片、影帶、光碟、電子訊號或其他物品。四、利用兒童或少年從事坐檯陪酒或涉及色情之伴遊、伴唱、伴舞等侍應工作。」，該條例第1條、第2條定有明文。是上開條例係以保護及防制兒童及少年免於遭受性剝削為其規範目的，此由上開條例第四章罰則之規定，自第31條起至第38條止，均係以對未滿18歲之兒童或少年為前揭性剝削者為處罰對象自明。是上開條例第38條第1項所指之兒童或少年，解釋上自應以「未滿18歲之自然人」為規範對象，始符合前開立法宗旨。查本件扣案之色情書籍9本，其中色情漫畫係以圖畫方式描繪猥褻、性交行為之情節，色情小說則係以文字敘述猥褻、性交行為之情節及對象，圖畫及文字內容中之男女均係虛擬人物而非自然人，至上開色情小說內含之猥褻照片雖為真實男女，惟無積極證據證明屬兒童或少年為性交或猥褻之照片，凡此均難認屬上開條例所規範之範圍，是被告所為自無從以兒童及少年性剝削防制條例第38條第1項之罪相繩。——臺灣臺中地方法院106年度易字第3426號刑事判決（一審）
2017年6月7日被告於露天拍賣網站「成人專區」販賣《正確的性教育》、《清一色是童貞》等九本色情漫畫、色情小說，其內容含有無藝術性、醫學性或教育性價值之有關男女間口交、性交及裸露生殖器特寫等圖畫或（色情小說內含的）照片，經臺北市政府警察局中正第二分局警察於網路巡邏時發現。一審時，臺灣臺中地方法院法官認為九本書籍內容屬於《司法院釋字第617號》的「軟蕊」猥褻物品，而被告將置其於18歲以上才可進入的「成人專區」販賣，已採取適當之安全措施而不違反《刑法》第235條。法官認為以《兒童及少年性剝削防制條例》立法宗旨觀之，該條例第38條第1項所指之兒童或少年，其解釋上應以「未滿18歲之自然人」為規範對象，而本案之漫畫書內容中之角色均係虛擬人物而非自然人，而色情小說內含照片雖是真實男女，但無積極證據證明是兒童或少年，被告所為自無從以《兒童及少年性剝削防制條例》第38條第1項處罰，因此判決被告無罪。
查「兒童及少年性交易防制條例」於84年8月11日公布施行後，歷經數次修正，其間於96年7月4日修正公布第28條，迄104年2月4日公布修正全條文及修正名稱為「兒童及少年性剝削防制條例」，原兒童及少年性交易防制條例第28條「（第1項）散布、播送或販賣前條拍攝、製造之圖片、影片、影帶、光碟、電磁紀錄或其他物品，或公然陳列，或以他法供人觀覽、聽聞者，處三年以下有期徒刑，得併科新臺幣五百萬元以下罰金。……」之規定，修正並移列為兒童及少年性剝削防制條例第38條：「（第1項）散布、播送或販賣兒童或少年為性交、猥褻行為之圖畫、照片、影片、影帶、光碟、電子訊號或其他物品，或公然陳列，或以他法供人觀覽、聽聞者，處3年以下有期徒刑，得併科新臺幣5 百萬元以下罰金。……」。由上開96年7月4日修正之兒童及少年性交易防制條例第28條立法理由之2.「兒童色情圖片對慾望的刺激是有關聯性的，觀看之後可能會採取實際的行動去傷害兒童。」，及104年2月4日修正公布之兒童及少年性剝削防制條例第38條條文將原兒童及少年性交易防制條例第28條第1項之「圖片」修正為「圖畫、照片」可知，上開條文係基於保護兒童及少年之目的，避免觀看兒童或少年色情圖畫、照片之人，於觀看後採取實際的行動去傷害兒童或少年，應認該色情圖畫中之兒童或少年縱使是虛擬人物，亦屬該條規範之對象。——臺灣高等法院臺中分院107年度上易字第45號刑事判決（二審）
臺灣臺中地方法院檢察署檢察官不服一審判決提起上訴，二審時，臺灣高等法院臺中分院法官亦認為被告已對「軟蕊」猥褻物品採取適當之安全措施，不違反《刑法》第235條。然而法官認為《兒童及少年性剝削防制條例》第38條的舊法《兒童及少年性交易防制條例》第28條的立法理由指出觀看兒童色情圖片的人可能進而去傷害兒童，因此虛擬人物的兒少色情圖畫也是法律規範的對象。《正確的性教育》、《清一色是童貞》兩本漫畫內含兒童或少年為性交及撫摸、裸露生殖器特寫等猥褻行為之圖畫，而且含有「這就是中學女生的全裸喔」、「你是國中生吧？可不可以陪我做愛啊？」、「請問～你還是國中生吧？你曾經和女生發生過關係嗎？」等對白，法官認為證據明確，以《兒童及少年性剝削防制條例》第38條第1項處有期徒刑2月，如易科罰金，以新臺幣1000元折算1日。

### 臺灣臺北地方法院106年度審簡字第2124號刑事判決
爰審酌被告當知兒童、少年免於性剝削，已屬國際共識，竟透過電腦網路散佈及販賣以未成年人之國小兒童為性交行為之圖畫，顯然缺乏保護少年正常成長權益之意識，並助長偏差觀念之散布，危害社會善良風俗，所為應予非難，惟考量被告坦承犯行之犯後態度、犯罪之動機、目的、手段、自述高中畢業之教育程度、需扶養母親、開店賣書月收入新臺幣3、4萬元之家庭經濟生活狀況（本院審易卷第24頁）等一切情狀，量處如主文所示之刑，並諭知易科罰金之折算標準，以示懲戒。
2016年7月28日被告於露天拍賣網站販賣漫畫《小蘿莉狂抽猛插》，其內容為與未成年人之國小兒童、國中少年為性交行為之圖畫，而無藝術性、醫學性或教育性價值之猥褻圖畫，2017年6月22日為臺中市政府警察局烏日分局警察於網路巡邏時發現。臺灣臺北地方法院法官認為被告同時觸犯《刑法》第235條第1項與《兒童及少年性剝削防制條例》第38條第1項，為想像競合犯，依《刑法》第55條規定以《兒童及少年性剝削防制條例》第38條第1項之罪論斷，處有期徒刑3月，如易科罰金，以新臺幣1000元折算1日。法官認為保護兒童、少年免於性剝削已屬國際共識，被告竟販賣以未成年人之國小兒童為性交行為之圖畫，乃是助長偏差觀念之散布，危害社會善良風俗
。

### 臺灣臺北地方法院106年度審易字第3424號刑事判決、臺灣高等法院107年度上易字第1109號刑事判決
（六）「兒童及少年性交易防制條例」於84年8月11日公布施行後，歷經數次修正，其間於96年7月4日修正公布第28條，迄104年2月4日公布修正全條文及修正名稱為「兒童及少年性剝削防制條例」，原兒童及少年性交易防制條例第28條「（第1項）散布、播送或販賣前條拍攝、製造之圖片、影片、影帶、光碟、電磁紀錄或其他物品，或公然陳列，或以他法供人觀覽、聽聞者，處三年以下有期徒刑，得併科新臺幣五百萬元以下罰金。……」之規定，修正並移列為兒童及少年性剝削防制條例第38條：「（第1項）散布、播送或販賣兒童或少年為性交、猥褻行為之圖畫、照片、影片、影帶、光碟、電子訊號或其他物品，或公然陳列，或以他法供人觀覽、聽聞者，處3年以下有期徒刑，得併科新臺幣5百萬元以下罰金。……」
（七）按之上開96年7月4日修正之兒童及少年性交易防制條例第28條立法理由一之2.「兒童色情圖片對慾望的刺激是有關聯性的，觀看之後可能會採取實際的行動去傷害兒童。」可知上開條文係基於保護兒童及少年之目的，避免觀看兒童或少年色情圖畫、照片之人，於觀看後採取實際行動傷害兒童或少年。本案被告二人於露天拍賣網站之成人專區刊登並販賣之「老師的秘密、我的秘密（上）」漫畫，其封面及內頁固有身著制服之女學生圖畫，並載有老師、學生之字樣，惟並無積極證據足資認定圖畫中之人物係兒童或少年，根據罪證有疑、利於被告之證據法則，尚無從以兒童及少年性剝削防制條例第38條第1項之罪相繩。——臺灣臺北地方法院106年度審易字第3424號刑事判決（一審）

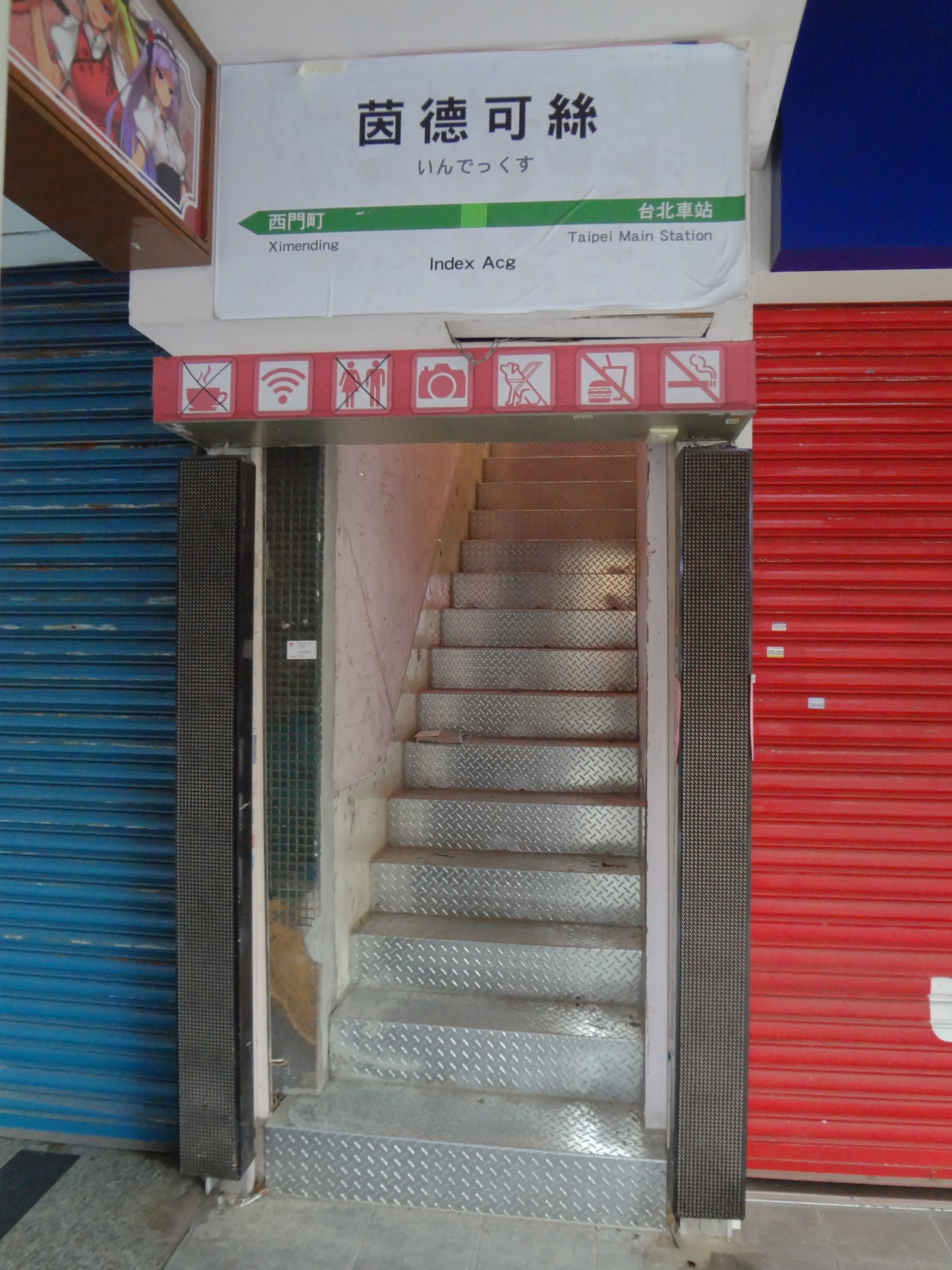
INDEX ACG 茵德可絲

2016年5月8日茵德可絲動漫電玩卡牌精品專賣店的員工於露天拍賣網站「成人專區」上架販賣漫畫《老師的秘密、我的秘密（上）》，其內容為與兒童、少年為猥褻、性交行為而無藝術性、醫學性或教育性價值之猥褻圖畫，2017年7月27日經臺中市政府警察局烏日分局警察網路巡邏時發現。臺灣臺北地方法院檢察署檢察官以《兒童及少年性剝削防制條例》第38條第1項、《刑法》第235條第1項罪嫌起訴茵德可絲的負責人與員工，臺灣臺北地方法院法官認為《老師的秘密、我的秘密（上）》屬《司法院釋字第617號》的「軟蕊」猥褻物品，而被告將置其於18歲以上才可進入的「成人專區」販賣，已採取適當之安全措施而不違反《刑法》第235條。法官認為《兒童及少年性剝削防制條例》第38條的舊法《兒童及少年性交易防制條例》第28條的立法理由指出觀看兒童色情圖片的人可能進而去傷害兒童，因此虛構人物的兒少色情圖畫也是法律規範的對象，但並無積極證據足以認定《老師的秘密、我的秘密（上）》中之人物是兒少，是被告所為自無從以《兒童及少年性剝削防制條例》第38條第1項處罰，因此判決被告無罪。
（1）……嗣於104年2月4日修正公布兒童及少年性剝削防制條例第1條規定「為防制兒童及少年遭受任何形式之性剝削，保護其身心健全發展，特制定本條例」，立法理由明白揭示「保護兒童及少年免於遭致性剝削，乃普世價值。依據聯合國《兒童權利公約》第34條及《兒童權利公約關於買賣兒童、兒童賣淫和兒童色情製品問題的任擇議定書》，透過利益（如現金、物品或勞務）交換而侵犯兒童少年與其權利，即是對兒童少年之性剝削」，並將原條文用語「性交易」修正為「性剝削」；同時於兒童及少年性剝削防制條例第2條就「兒童或少年性剝削」定義為「……三、拍攝、製造兒童或少年為性交或猥褻行為之圖畫、照片、影片、影帶、光碟、電子訊號或其他物品。……」，……
……
（4）由上開原兒童及少年性交易防制條例第1條、第2條、第27條、第28條歷次修正及其立（修）法理由，及兒童及少年性剝削條例之制定過程及其緣由，可知原兒童及少年性交易防制條例之立法目的係為防制、消弭兒童及少年之性交易事件，惟我國為實施聯合國1989年兒童權利公約，以健全兒童及少年身心發展，落實保障及促進兒童及少年權利，經總統於106年5月17日以華總一義字第10600057601號令公布「兒童權利公約」，並依103年6月4日制定兒童權利公約施行法，溯及自103年11月20日生效，而依我國兒童權利公約施行法第2條規定：「公約（即兒童權利公約）所揭示保障及促進兒童及少年權利之規定，具有國內法律之效力」；據此，臺灣固因歷史、政治等因素，現非屬聯合國正式會員國，然兒童權利公約於我國具有國內法之效力，立法者乃於104年2月4日公布「兒童及少年性剝削條例」，參諸兒童權利公約第34條條約「締約國承諾保護兒童免於所有形式之性剝削及性虐待。為此目的，締約國應採取包括國內、雙邊與多邊措施，以防止下列情事發生：……（c）剝削利用兒童從事色情表演或作為色情之題材」之意旨，本於保護兒童及少年免於因任何非法性活動而遭致性剝削，乃普世價值之基本人權，修訂「兒童及少年性剝削條例」，於該條例第1條明定「為防制兒童及少年遭受任何形式之性剝削，保護其身心健全發展」為立法目的，並於同條例第2條第1項第1款至第4款列舉「性剝削」之行為，其中第2、3款即係為保護兒童免於從事色情表演或作為色情之題材；……
（5）綜合前述兒童及少年性剝削條例之立法目的、處罰持有兒童色情物品之立法理由包含「兒童色情圖片對慾望的刺激是有關聯性的，觀看之後可能會採取實際的行動去傷害兒童」、104年2月4日修正公布之兒童及少年性剝削防制條例第38條條文將原兒童及少年性交易防制條例第28條第1項之「圖片」修正為「圖畫、照片」，通體觀察，基於保護兒童及少年身心健全發展，避免兒童及少年遭受任何形式之性剝削、從事色情表演或作為色情之題材而助長性差別待遇意識，造成兒童及少年身心之不良影響，亦避免觀看兒童或少年色情圖畫、照片之人，於觀看後採取實際行動去侵害兒童或少年，提高犯罪之危險性，應認兒童及少年性剝削條例第38條所定之兒童或少年為性交、猥褻行為之「圖畫」，當包含描繪未滿18歲之兒童或少年為性的露骨行為之素描、漫畫、繪畫等色情圖畫，至所描繪之兒童或少年，是否確有其人，則非所問。被告甲〇〇及其辯護人主張該條例第38條所謂兒童或少年為性交、猥褻行為之圖畫應以該圖畫或照片係基於自然人性交或猥褻所製成為限等語（見本院卷第38頁反面），尚屬無據。——臺灣高等法院107年度上易字第1109號刑事判決（二審）
臺灣臺北地方檢察署檢察官不服一審判決提起上訴，二審時，臺灣高等法院法官亦認為被告已對「軟蕊」猥褻物品採取適當之安全措施，不違反《刑法》第235條。法官再次提到《兒童及少年性剝削防制條例》第38條的舊法《兒童及少年性交易防制條例》第28條的立法理由指出觀看兒童色情圖片的人可能進而去傷害兒童，也指出《兒童及少年性剝削防制條例》對於性剝削的定義已採用《兒童權利公約》及《兒童權利公約關於買賣兒童、兒童賣淫和兒童色情製品問題的任擇議定書》的定義，並且中華民國已於2014年6月4日制定《兒童權利公約施行法》並於同年11月20日生效、總統於2017年5月17日公布《兒童權利公約》，故《兒童權利公約》乃具有國內法效力。法官最後總結，基於保護兒少身心健全發展，避免兒少遭受性剝削、作為色情之題材而助長性差別待遇意識，造成兒少身心不良影響，亦避免觀看兒少色情圖畫之人於觀看後採取實際行動侵害兒少，應認《兒童及少年性剝削條例》第38條的「圖畫」，當包含描繪未滿18歲之兒童或少年為性的露骨行為之素描、漫畫、繪畫等色情圖畫，而所描繪之兒少不限於自然人亦包括虛擬人物。
法官發現《老師的秘密、我的秘密（上）》中的人物穿著學校制服，而文字提到人物為「中學生」，法官認為無論依中華民國或日本現行教育制度，除有特殊情況中學生均應係未滿15歲之人，因此漫畫確有描繪未滿18歲之少年的性交、猥褻行為。然而法官指出《兒童及少年性剝削防制條例》第38條第1項不處罰過失犯，被告沒有將《老師的秘密、我的秘密（上）》拆封，也沒有積極證據證明被告已知悉、閱覽其內容，因此維持無罪判決並駁回檢察官的上訴。

### 斗六簡易庭106年度六簡字第340號刑事判決
惟觀諸兒童及少年性剝削防制條例之立法目的，係為防制兒童及少年遭受任何形式之性剝削，保護其身心健全發展，而所謂「性剝削」係指下列行為：「一、使兒童或少年為有對價之性交或猥褻行為。二、利用兒童或少年為性交、猥褻之行為，以供人觀覽。三、拍攝、製造兒童或少年為性交或猥褻行為之圖畫、照片、影片、影帶、光碟、電子訊號或其他物品。四、利用兒童或少年從事坐檯陪酒或涉及色情之伴遊、伴唱、伴舞等侍應工作。」，該條例第1 條、第2 條亦定有明文。是上開條例係以保護及防制兒童及少年免於遭受性剝削為其規範目的，此由上開條例第四章罰則之規定，自第31條起至第38條止，均係以對未滿18歲之兒童或少年為前揭性剝削者為處罰對象自明。是上開條例第38條第1 項所指之兒童或少年，解釋上自應以「未滿18歲之自然人」為規範對象，始符合前開立法宗旨。查本件扣案漫畫書之主要內容均係以圖畫方式描繪猥褻、性交行為之情節，該圖畫內容中之角色均係虛擬人物而非自然人，亦無積極證據證明屬兒童或少年為性交或猥褻之照片，難認屬上開條例所規範之範圍，是被告所為自無從以兒童及少年性剝削防制條例第38條第1 項之罪相繩，附此說明。
2017年5月17日被告於露天拍賣網站出售《老師什麼最討厭》漫畫書，其內容含有裸露性器官、性交而無藝術性、教育性、醫學性等價值之猥褻畫面，同年6月28日為彰化縣政府警察局和美分局員警執行網路巡邏時發現，並於7月2日扣得漫畫書一本。臺灣雲林地方法院法官認為以《兒童及少年性剝削防制條例》立法宗旨觀之，該條例第38條第1項所指之兒童或少年，其解釋上應以「未滿18歲之自然人」為規範對象，而本案之漫畫書內容中之角色均係虛擬人物而非自然人，是被告所為自無從以《兒童及少年性剝削防制條例》第38條第1項處罰。然而法官認為被告於網站販售漫畫未採取適當之安全隔絕措施，因此觸犯《刑法》第235條第1項，法院對被告科罰金新臺幣10000元，如易服勞役
，以新臺幣1000元折算1日。

### 斗六簡易庭107年度六簡字第32號刑事判決
爰審酌被告當知保護兒童免於性剝削，已屬國際共識，竟任意向不特定多數人販賣載有對兒童進行異常性行為等圖畫之書籍，顯然缺乏保護兒童正常成長權益之意識，非但對於兒童及少年性剝削防制條例藉由禁止兒童及少年從事任何非法之性活動，保障兒童及少年身心健康與健全成長之立法目的有所妨害，並助長偏差觀念之散布，危害社會善良風俗，所為應予非難，惟念及被告犯後態度，家庭經濟狀況小康，暨其大學畢業之智識程度、犯罪動機、情節、手段、犯罪所生損害等一切情狀，量處如主文所示之刑，並諭知易科罰金之折算標準，以資懲儆。
2017年6月3日警方查獲被告未採取適當之安全隔絕措施，於露天拍賣網站販賣漫畫書《別做出這麼過分的事》、《淫姊小正太》，其內容為裸露性器官、性交而無藝術性、教育性、醫學性等價值之猥褻畫面及兒童、少年性交、猥褻行為之圖畫。臺灣雲林地方法院法官認為被告同時觸犯《刑法》第235條第1項與《兒童及少年性剝削防制條例》第38條第1項，為想像競合犯，依《刑法》第55條規定以《兒童及少年性剝削防制條例》第38條第1項之罪論斷，處以有期徒刑2月，如易科罰金，以新臺幣1000元折算壹日。法官認為保護兒童免於性剝削已屬國際共識，被告竟販賣載有對兒童進行異常性行為之漫畫，乃是助長偏差觀念之散布，危害社會善良風俗。

### 臺灣臺北地方法院107年度單聲沒字第230號刑事裁定
被告涉犯《兒童及少年性交易防制條例》第38條第1項，經臺灣臺北地方檢察署檢察官予以緩起訴處分，臺灣臺北地方法院以《兒童及少年性剝削防制條例》第38條第3項裁定沒收色情漫畫書三本，其內容乃兒童或少年為猥褻行為之圖畫。

### 臺灣臺北地方法院108年度單聲沒字第245號刑事裁定

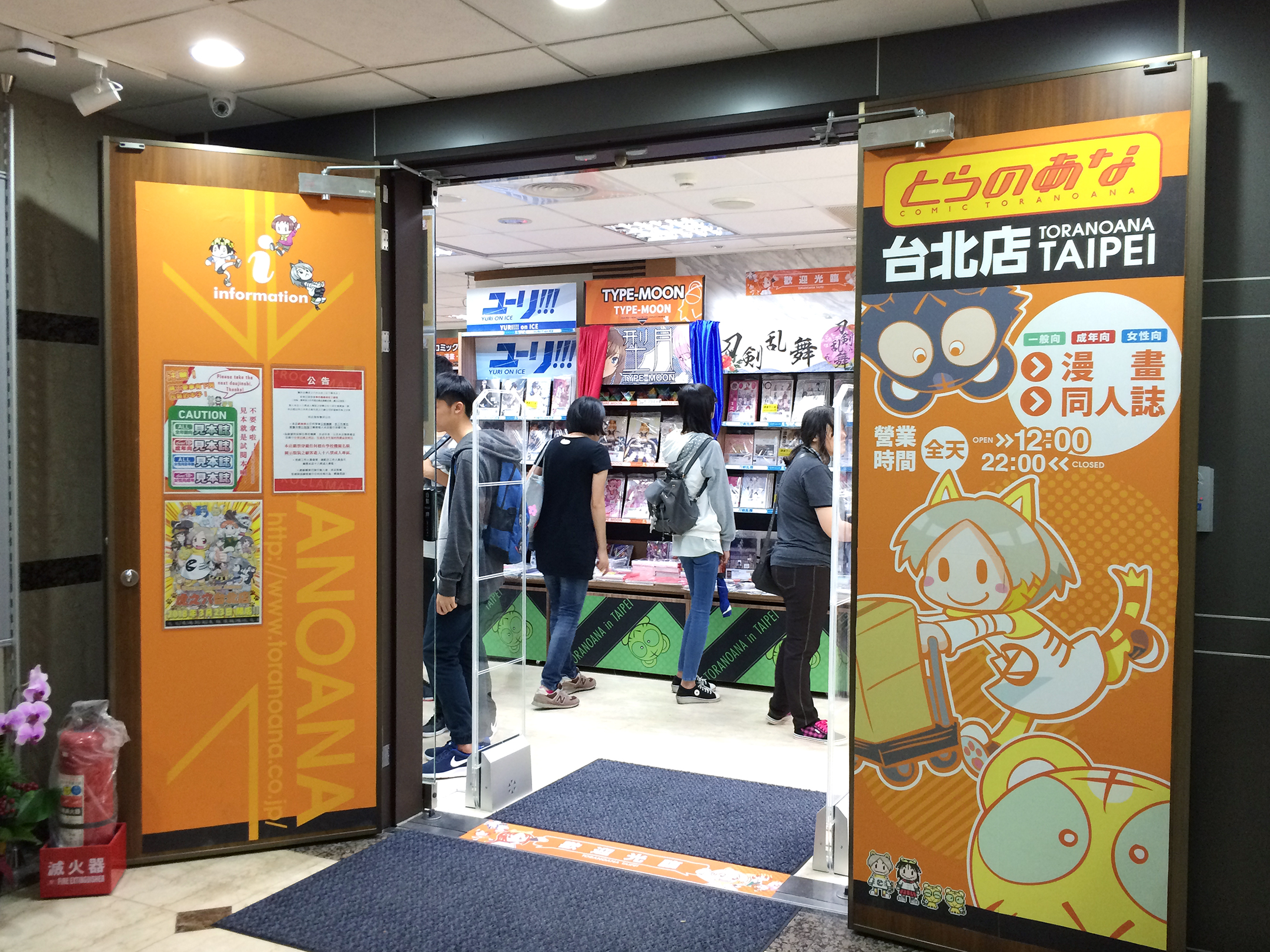
虎之穴台北店

虎之穴台北店（臺灣虎之穴）於2018年3月23日開業，是虎之穴首次於海外開店，同年4月21日臺北市政府警察局中正第一分局警察查獲店內陳列《應召少女的繪本》
漫畫書一本，其內容含有與少女為性交及裸露生殖器特寫等猥褻行為之圖畫。員警以店長涉犯《兒童及少年性剝削防制條例》第38條第1項將其移送臺灣臺北地方檢察署，檢察官予以不起訴處分，而臺灣臺北地方法院以《兒童及少年性剝削防制條例》第38條第3項裁定沒收《應召少女的繪本》。

### 臺灣臺北地方法院108年度單聲沒字第276號刑事裁定
被告涉犯《兒童及少年性交易防制條例》第38條第1項，經臺灣臺北地方檢察署檢察官予以緩起訴處分，臺灣臺北地方法院以《兒童及少年性剝削防制條例》第38條第3項裁定沒收《棉花糖蘿莉》漫畫一本，其內容乃兒童及少年為性交、猥褻行為之圖畫。

### 臺灣臺南地方法院110年度單聲沒字第181號刑事裁定
2017年6月28日彰化縣政府警察局和美分局員警執行網路巡邏勤務時，查獲被告於露天拍賣網站上出售《青春 on air》漫畫書一本，內容乃16歲少女為猥褻行為之圖畫。臺灣臺南地方檢察署檢察官對被告涉犯《兒童及少年性剝削防制條例》第38條第1項予以緩起訴處分，臺灣臺南地方法院以《兒童及少年性剝削防制條例》第38條第3項裁定沒收《青春 on air》。

## 法學界看法
國立臺灣大學法律學系教授、刑法學者謝煜偉2010年時於〈論虛擬兒童色情的刑事立法趨勢——誰的青春肉體不可褻瀆？〉一文中，從日本法律（兒童買春、兒童色情關係行為等規制及處罰並兒童保護等相關法律、東京都青少年健全育成相關條例）、美國聯邦法律（CPPA、PROTECT Act of 2003）與釋憲案（Ashcroft v. Free Speech Coalition）、台灣法律，以及個人法益、社會法益探討虛擬兒童色情的管制。謝氏指出虛擬兒童色情在製作過程中沒有真實兒童受害，從個人法益來說不具可罰性，至於「虛擬兒童色情導致觀看者實行犯罪」的說法，Ashcroft v. Free Speech Coalition中美國聯邦最高法院認為目前沒有明確證據。謝氏認為，虛擬兒童色情的管制表面上是為了保護兒童，但其中可能隱含當代社會對於純潔兒童形象的情感。對於台灣法律，謝氏認為《兒童及少年性交易防制條例》管制範圍並不包含虛擬兒童色情，未來也不應立法禁止虛擬兒童色情，虛擬兒童色情仍應適用《司法院釋字第617號》的猥褻概念以及軟、硬蕊的分類。
國立中興大學法律學系教授、國際法學者、人權專家高玉泉2015年時於《網際網路與兒少性剝削——比較法的省思》一書中，認為風行台灣坊間的兒少色情漫畫及卡通，未涉及真實之兒少亦不具逼真性，依現行《兒童及少年性交易防制條例》無法構成犯罪。但從兒少保護的立場認為以兒少為性對象，強調其性需求及性慾觀，係屬散布扭曲的兒少成長過程，且不吝為替戀童癖者之行為背書，故其本質上為邪惡（evil in itself），因此值得思考未來立法政策上的規範。高氏2002年時於〈論虛擬兒童色情資訊之規範與言論自由—從國際兒童人權的立場評析美國聯邦最高法院最近的一則判決〉一文中對於Ashcroft v. Free Speech Coalition做出批評，認為虛擬兒童色情受言論自由保護乃是捍衛一小撮變態成年人的權利，而虛擬兒童色情的製造、散布使人們陷入偏差行為而危害社會，受害者包括社會大眾與兒童，因此虛擬兒童色情是否應受言論自由保障值得懷疑。

## 延伸閱讀
- 高泉鼎. . 月旦法學雜誌. 2023, (334): 132–145. doi:10.53106/1025593133408.

## 註解
1. ↑  《兒童及少年性剝削防制條例》第1條立法理由一：保護兒童及少年免於遭致性剝削，乃普世價值。依據聯合國《兒童權利公約》第三十四條及《兒童權利公約關於買賣兒童、兒童賣淫和兒童色情製品問題的任擇議定書》，透過利益（如現金、物品或勞務）交換而侵犯兒童少年與其權利，即是對兒童少年之「性剝削」。
2. ↑  拍攝、製造未滿十八歲之人為姦淫或猥褻行為之圖畫、錄影帶、影片、光碟、電子訊號或其他物品者，處六個月以上五年以下有期徒刑，得併科新臺幣五十萬元以下罰金。
意圖營利犯前項之罪者，處一年以上七年以下有期徒刑，應併科新臺幣五百萬元以下罰金。
引誘、媒介或以他法，使未滿十八歲之人被拍攝、製造姦淫或猥褻行為之圖畫、錄影帶、影片、光碟、電子訊號或其他物品者，處一年以上七年以下有期徒刑，得併科新臺幣一百萬元以下罰金。
以強暴、脅迫、藥劑、詐術、催眠術或其他違反本人意願之方法，使未滿十八歲之人被拍攝、製造姦淫或猥褻行為之圖畫、錄影帶、影片、光碟、電子訊號或其他物品者，處五年以上有期徒刑，得併科新臺幣三百萬元以下罰金。
以犯第二項至第四項之罪為常業者，處七年以上有期徒刑，應併科新臺幣一千萬元以下罰金。
第一項至第四項之未遂犯罰之。
第一項至第四項之物品，不問屬於犯人與否，沒收之。
3. ↑  散布或販賣前條拍攝、製造之圖畫、錄影帶、影片、光碟、電子訊號或其他物品，或公然陳列，或以他法供人觀覽者，處三年以下有期徒刑，得併科新臺幣五百萬元以下罰金。
前項之物品，不問屬於犯人與否，沒收之。
4. ↑  散布、播送或販賣前條拍攝、製造之圖片、影片、影帶、光碟、電磁紀錄或其他物品，或公然陳列，或以他法供人觀覽、聽聞者，處三年以下有期徒刑，得併科新臺幣五百萬元以下罰金。
意圖散布、播送、販賣而持有前項物品者，處二年以下有期徒刑，得併科新臺幣二百萬元以下罰金。
無正當理由持有前項拍攝、製造兒童及少年之圖片、影片、影帶、光碟、電磁紀錄或其他物品，第一次被查獲者，直轄市、縣（市）主管機關得令其接受二小時以上十小時以下之輔導教育，第二次以上被查獲者，處新臺幣二萬元以上二十萬元以下罰金。
前三項之物品，不問屬於犯人與否，沒收之。
5. ↑  三、拍攝、製造兒童或少年為性交或猥褻行為之圖畫、照片、影片、影帶、光碟、電子訊號或其他物品。
6. ↑  網際網路平臺提供者、網際網路應用服務提供者及電信事業知悉或透過網路內容防護機構、其他機關、主管機關而知有第四章之情事，應先行移除該資訊且保留相關資料至少九十天，並提供司法及警察機關調查。
前項相關資料至少應包括本條例第四章犯罪網頁資料、嫌疑人之個人資料及網路使用紀錄。
7. ↑  提案編號：1601政17823。
8. ↑  原文（第422-423頁）：The first question is about the definition of child pornography. It is any representation by whatever means of a child and engaged in real or simulated explicit sexual activities or any other representation of the sexual parts of the child primarily for sexual purposes? There is a lot of material as you most likely are aware of online and offline including drawings, virtual representation, depicting children or persons appearing to be children involved in sexually explicit conduct. According to the CRC committee, this material can have a serious effect on children’s rights to dignity and protection. There are guidelines on the implementation of the OPSC that I want to at least draw your attention to if you talk about incorporation of the OPSC then the implementation guidelines are very important. But in those guidelines, the committee recommended its state bodies to include this kind of material that is material that presents a non-existing child, virtual child, the drawings and other forms of expression, to include them in the provisions that criminalize sexual abusive material. So the question in very concrete terms, in light of the incorporation of the OPSC provisions, does the Child and Youth Sexual Exploitation Prevention Act criminalize the production/distribution of sexual abusive materials and does that include virtual images of non-existing children? Second question is does Prevention Act criminalize the possession of sexual abusive materials?
9. ↑  原文（第469-470頁）：Finally, my last minutes, as I was told, are minutes that last longer than 60 seconds. Now, on sexual exploitation and sexual abuse of children. It’s a very important problem and a very important field of large-scale violation of the rights of children. The government of Taiwan takes it very seriously and undertakes all kinds of measures to prevent but also to react to instances of sexual exploitation, sexual abuse. Important is that the government of Taiwan is in the process of incorporating the Optional Protocol on the Sale of Children, Child Prostitution and Child Pornography. By the way, the current terminology in that regard is for child pornography in particular, child sexual abusive and child exploitative, sex exploitative images and we recommend the government to undertake all necessary measures with a major priority to incorporate the provisions of the Optional Protocol. There is a very important and very useful, in my view, document called the Guidelines for the Implementation of the OPSC. And if you look at that particular document, you will find not only protection, but also recommendations of the Committee on the Rights of the Child. I give you one and that is on the images... sexual abuses images that appear online of children and sometimes of non-existing, but certainly abusive pictures of children. The recommendation in that regard of the government is establish by law the responsibility of ICT （Information and Communications Technology） companies to block and remove child sexual abusive materials posted on their servers, and establish the responsibilities of financial institution to block and refuse financial transactions intended to pay for any of the offenses under the OPSC. And there are more of those particular, very specific recommendations that I think the government of Taiwan should consider in terms of whether they want to have it included in their legislation or in their policy.
10. ↑  原文（第520頁）：The International Review Committee notes that the Government has taken measures to deal with the distribution of sexual abuse images via online platforms and that the Government is in the process of incorporating the Optional Protocol on the Sale of Children, Child Prostitution and Child Pornography of the CRC. The Committee recommends that the Government produces and implements a comprehensive policy, that includes the implementation of the general principles of the CRC, to prevent the sale and sexual exploitation of children. The policy should comply with all recommendations made by the CRC committee in its guidelines for the implementation of the OPSC.
11. ↑  《兒童及少年性剝削防制條例》第55條：
本條例施行日期，由行政院定之。
本條例中華民國一百十二年一月十日修正之條文，除第二十二條施行日期由行政院定之外，自公布日施行。
本條例中華民國一百十三年七月十二日修正之條文，除第三條、第八條、第八條之一及第四十七條施行日期由行政院定之外，自公布日施行。
12. ↑  《兒童及少年福利與權益保障法》第2條：本法所稱兒童及少年，指未滿十八歲之人；所稱兒童，指未滿十二歲之人；所稱少年，指十二歲以上未滿十八歲之人。
13. ↑  後藤寿庵，《正しい性教育》，三和出版，2011年。
14. ↑  にったじゅん，《とことん童貞!!!》，三和出版，2012年。
15. ↑  あわじひめじ，《ろり〜はめはめ》，茜新社，2013年。
16. ↑  岡田コウ，《せんせいと、わたしと。上》，ヒット出版社，2013年。中文版由未來數位出版。
17. ↑  ZUKI樹，《ひどいことしないで》，ティーアイネット，2017年。
18. ↑  後藤寿庵，《おねショタ》，三和出版，2013年。
19. ↑  まるころんど，《デリバリーな少女の絵本》，同人社團「暗中摸索」，2015年出版第一集。
20. ↑  ポン貴花田，《青春オンエアー》，少年画報社，2011年。中文版由東立出版。